# 警察災害派遣隊
警察災害派遣隊（けいさつさいがいはけんたい）とは、大規模災害が発生した際に全国の警察から被災地に派遣され、災害対処を行う日本の警察部隊。

## 概要
警察災害派遣隊は、東日本大震災の教訓を元に創設された。それまで、警察は災害対処の為に広域緊急援助隊や機動警察通信隊を設置し運用していたが、危機管理体制を見直し、広域的な部隊派遣態勢を敷くため部隊を拡充することになった。
隊員は各都道府県警の警察官から選ばれ、派遣後は現地警察本部の指揮下に入る。警察庁や管区警察局からも要員が選ばれ、情報の収集や調整を行う。

## 組織
警察災害派遣隊は即応部隊と一般部隊に分かれている。

### 即応部隊
災害が起きた際に直ちに被災地に派遣され活動する部隊。隊員は自活を原則とし、被災地の警察本部の支援を得ずに行動する。あらかじめ要員を指定しておき、災害発生と同時に被災地に投入される。要員は3日から1週間をめどに交代する。
最大1万人の人員がおり、避難誘導や救出・交通の確保・遺体の検視等を行う「広域緊急援助隊」、航空機による状況の把握や被災者の救出を行う「広域警察航空隊」、通信の確保を行う「機動警察通信隊」、被災者の救出や避難所の警備等を行う3000人規模の「緊急災害警備隊」の4つの部隊から編成される。

### 一般部隊
被災地の警察の機能を補う目的で、一定期間が経過した後で送り込まれる部隊。派遣人数は災害の規模に応じて決定する。災害発生後2週間目あたりから被災地に投入し、要員は1週間から2週間をめどに交代する。
部隊はそれぞれの部から派遣される特別警備部隊、特別生活安全部隊、特別交通部隊、特別自動車警ら部隊、特別機動捜査部隊に加え、犠牲者の身元確認を行う「身元確認支援部隊」、一般部隊が入る前に現場に入り、宿泊所の手配等いわゆるロジを行う「支援対策部隊」の8つの部隊で編成される。